# GPRS
General Packet Radio Service (GPRS) je mobilna podatkovna storitev v okviru standarda GSM. GPRS prenos podatkov se običajno obračunava po prenešeni količini, medtem ko se prenos podatkov v klasičnih preklopnih omrežjih (CSD - Circuit Switched Data) obračunava po času vzpostavljene povezave, ne glede na to ali se podatki prenašajo ali pa je povezava neaktivna. GPRS storitev se lahko uporablja kot osnova za storitve kot so WAP, SMS ali MMS, najzanimivejša pa je za mobilni dostop do internet storitev, kot so elektronska pošta ali spletni dostop.
Druga generacija GSM omrežij (2G), ki vsebujejo tudi GPRS storitev, predstavljajo vmesno generacijo in jo označujemo kot "2.5G", torej kot skupek mobilnih tehnologij med drugo in tretjo generacijo GSM mobilnih sistemov. Ponuja osnovne možnosti podatkovne komunikacije, za kar uporablja neuporabljene TDMA kanale. Sprva je bil GPRS namenjen za uporabo v različnih standardih mobilnih omrežij, vendar so le-ti zamrli zaradi prevlade standarda GSM. Tako so danes GSM omrežja edina omrežja, v katerih je uporabljen GPRS, ki je vključen v različico GSM standarda '97 in kasnejše. Sprva je predloge pripravil ETSI (European Telecommunications Standards Institute), kasneje pa je naloge standardizacije prevzel 3GPP (3rd Generation Partnership Project).

## Osnove GPRS
Storitev GPRS je drugačna od starejših preklopnih podatkovnih storitev (CSD - Circuit Switched Data), vse pa so vključene v GSM standard. V primeru CSD komunikacije vzpostavljena podatkovna povezava zasede celotno pasovno širino in le-ta ostane namenjena le izmenjavi med dvema terminaloma v celotnem času prenosa. GPRS temelji na paketnem prenosu podatkov, kar pomeni da več uporabnikov ali povezav uporablja iste prenosne poti in si deli pasovno širino glede na potrebe komunikacije. Celotna prosta pasovna širina je vedno na voljo kateremukoli uporabniku, ki v tistem trenutku želi prenašati podatke. S tem se korenito zviša izkoristek omrežja, ko uporabniki le občasno prenašajo večje količine podatkov. Takšen način ali vzorec uporabe je značilen za mnogo mobilnih storitev, vključno z dostopom do internet storitev.
Pri storitvah GPRS se obračunava količina prenešenih podatkov, medtem ko se pri CSD prenosih zaračunava čas vzpostavljen povezave. Tudi način obračunavanja odraža značilnosti zasedanja komunikacijskih poti.
GPRS v osnovi podpira IP, PPP in X.25 povezave. Zadnja se uporablja za rešitve kot so brezžični plačilni terminali, vendar v standardu ni več navedena kot zahteva. X.25 se lahko uporablja tudi preko IP ali celo PPP, vendar je zato potreben usmerjevalnik za pretvorbo ali ustrezna programska oprema v terminalu. V praksi se praviloma uporablja IPV4. PPP podpira malo operaterjev, medtem ko IPV6 še ni dovolj razširjen.